# Real Friends
Pour le groupe américain de pop punk, voir Real Friends (groupe).
Real Friends est une chanson de l'artiste cubano-américaine Camila Cabello. Elle sort sous la forme d'un single promotionnel en même temps que Never Be the Same, le 7 décembre 2017.

## Production
Real Friends est écrite par Cabello, Frank Dukes, William Walsh, Louis Bell et Brian Lee, tandis que la production est assurée par Dukes. Cabello était motivée pour écrire la chanson alors qu'elle se trouvait à Los Angeles pour terminer son premier album solo, Camila (2018). Insatisfaite de la ville et de son environnement industriel, elle s'est retrouvée seule et déçue - donnant la priorité au travail, sans vie sociale.
Real Friends, la dernière chanson créée pour l'album, est enregistrée aux Electric Feel Recording Studios à West Hollywood par Louis Bell et mixée aux MixStar Studios à Virginia Beach, en Virginie, par Serban Ghenea et John Hanes. La chanson est publiée une semaine après son enregistrement avec Never Be the Same le 7 décembre 2017, en tant que titre de gratification instantanée pour accompagner les précommandes numériques de Camila,,.

## Composition et paroles
Real Friends est une chanson discrète caractérisée par une production minimaliste, avec une guitare acoustique comme instrument principal et un claquement de mains pop en solo comme percussion, Les couplets sont chantés doucement, Cabello utilisant son registre grave au lieu de sa voix de soprano. Dans les paroles, elle réfléchit au fait d'être entourée de choses et de personnes négatives, tout en demandant une amitié honnête,. Dans le refrain, Cabello chante : « Selon Mike Nied d'Idolator, la chanteuse « se lamente de sa capacité à trouver de vrais compagnons sur des cordes acoustiques ».

## Classements
| Classement (2017)    | Meilleure position |
| -------------------- | ------------------ |
| Canada               | 99                 |
| France (SNEP)        | 154                |
| Nouvelle-Zélande     | 3                  |
| Écosse               | 88                 |
| Billboardbubbling100 | 18                 |